# エグザイル (ゲーム)
エグザイルは日本テレネットが開発、発売したコンピューターゲーム及びそのシリーズ。「エグザイル」の英語表記はパソコン版はXZR、PCエンジン海外版とメガドライブ海外版ではEXILEとなっている。

## 概要
会話画面は『ドラゴンクエスト』風のトップビュー視点だが、アクションは横スクロールのロールプレイングゲームで、主人公サドラーを操作して数々の敵を倒し経験値を得てサドラーをレベルアップさせ、各ストーリーのイベントをクリアする、もしくはボスキャラを倒すことでゲームが進行する。
システム面は同じ日本テレネットの『夢幻戦士ヴァリス』を踏襲しているが、夢幻戦士ヴァリスがアニメ・美少女おたく受けを狙った面（主人公が女子高生、コスチュームはビキニアーマーなど）に対し、本作品は中世イスラム風の世界観と、アサシンでクールで無口な美男子というサドラーの設定から、比較すると硬派な作風となっている。
パソコン版1作目の『XZR 破戒の偶像』は中世イスラムの雰囲気を前面に出すため、OPテーマ「ラーガ・バゲシュワリ」とEDテーマ「プラーナ・ヤーマ」の作曲を当時日本に留学していたイスラム系大学生に依頼した。
ゲーム中のアイテムとしてハシシ、ヘロイン、ヨポ、アンフェタミン、マリファナ、コカインなどの麻薬・ドラッグ類が登場する事も一部で話題となった。
また、病院などの治療施設のマークが赤十字になっているなど、作り込みの甘い部分があった（赤十字はイスラムから見てキリスト教をイメージする敵性マークで、イスラムでは赤い月が赤十字のマークである）。

## シリーズ作品一覧
XZR 破戒の偶像
シリーズ全体での1作目。1988年8月にPC-8800シリーズ及びPC-9800シリーズ用ソフトとして発売、その後MSX2版も発売された。当時の家庭用ゲーム機への移植はない。
ラストで現在（当時）にタイムスリップし、アメリカ大統領とソ連書記長を暗殺するという衝撃的な展開を迎える。
XZR II 完結編
シリーズ全体としては2作目。『エグザイル 〜時の狭間へ〜』のタイトルでPCエンジンとメガドライブに移植されたが、そこでは2作目ではなく1作目の扱い。
キリスト教（ユダヤ教）とイスラム教共通の唯一神を探すため、テンプル騎士団のユーグ・ド・ペインの依頼を受け協力するが、実は過去へタイムスリップした時にユーグが唯一神の捏造を行おうとするヒラムの転生だと知り、セフィロトの樹に配置された賢人たちの首の10番目、ケテルの位置にサドラーの首を捧げよと誘うが、『唯一神』が存在しないと知ったサドラーは断り、ユーグを倒す。PCエンジン版ではモブキャラクターとしてハワード・ボウイやモモコが出演しているが、一部のボスと最終ステージがカットされシナリオが短くなった。PCエンジン版はアクションが優しくなり、レベルを上げれば誰でも楽にクリアーできるようになっている。
エグザイルII 〜邪念の事象〜
PCエンジンで発売されたオリジナルのシナリオの続編。通算では3作目だがIIとナンバリングされている。

## ストーリー

### エグザイル 〜時の狭間へ〜
中世のエルサレム地方は、イスラム教正統派を名乗りながらも貪欲にして邪道なセルジュク朝が治めていた。そんなセルジュク朝を倒したのは、イスラム教異端派の暗殺集団アサシンであった。ある日、アサシンの首領サドラーは、ユーグ・ド・ペインから手紙を受け取る。ユーグはキリスト教徒が結成した十字軍を擁護するテンプル騎士団のリーダーであり、サドラーの敵であった。そのユーグの頼みとは、なんとキリスト教・イスラム教共通の唯一神を誕生させることだった。果たしてそんなことが可能なのだろうか？

## 登場人物
以下、便宜的に『XZR 破戒の偶像』をXZR1、『XZR II 完結編』および『エグザイル 〜時の狭間へ〜』をXZR2、『エグザイルII 〜邪念の事象〜』をXZR3とする。
声はPCエンジン版のみ。PCエンジン版XZR1はOPナレーションを永井一郎が担当している。

### XZR2までに登場の人物
サドラー(CV 塩沢兼人)
戦士。1104年生まれの20歳。アサシン中最も有能といわれ、あらゆる武術、剣技に長ける。彼の暗殺は死に逝く者に苦痛を与え陶酔の絶頂に導くという。先行した4人の仲間の消息を追い、セルジュク朝打倒を目指す。
ルーミー(CV 皆口裕子)
諜報員。1108年生まれの16歳。アサシンの教祖サッバーフの実の娘、軽業と8ヶ国語を操れる。XZR3で武器は投げナイフを得意としている。XZR2で瓦礫に埋まって死んだかと思われたがXZR3で生きていた事が判明。
キンディ(CV 掛川裕彦)
戦士養成員。1092年生まれの32歳。多くの若いアサシンを育ててきた大男。まともに言葉をしゃべれずにサーカスに捕まってしまう。XZR3では素手で戦う。
ファキール(CV 矢田耕司)
魔術師。生年不明。占星術、カバラ、錬金術、記憶術、本草術に精通している。XZR1ではエメラルド表を探せだの宝石を隠したり任務を忘れて若い娘と暮らそうとしたりと余計な事をしていたがXZR2以降は参謀として活動した。ファキールの協力がないとサドラーはマジックを使えない。XZR2でソロモン神殿に置き去りになったのにXZR3ではちゃっかり帰還していた。
スフラワルディ
パソコン版XZR1・2にのみ登場。科学者。1100年生まれ。頭脳明晰な長身の男。死んだと見せかけて影からサドラーを見守ったり、ユーグの行動の怪しさを警告したりした。
ユーグ・ド・ペイン(CV 堀秀行)
元フランスの貴族でテンプル騎士団の団長。
仁寛
真言密教立川流の祖。伊豆に流刑にされていたがサドラーに助けだされる。
ジョレフ
カタリ派の詩人。マニ復活の儀式の命を受ける。
ピタゴラス

ヒラム
ソロモン神殿を工事している大工の棟梁。ユベラ・ユベロ・ユベルムの3人に殺される。

### XZR3から登場の人物
エルシッド(CV 掛川裕彦)
記憶がないがサドラーへの殺意だけを持ち、決闘を持ちかけてくる戦士。

## 評価
IGNは本作を「Renovation's Top 10 Games」の1つに選んだ。同サイトのレヴィ・ブキャナンは「メガドライブ版の翻訳はかなり悪いが、冒険そのものの幅にはほとんど影響はない」と述べた。ジェリー・エリスの書籍「The 8-Bit Book – 1981 to 199x」でも肯定的に取り上げられた。
『エグザイルII 〜邪念の事象〜』はファミコン通信クロスレビューでは5、3、4、3の15点。レビュアーはRPG面は意味のない情報が多過ぎてアクション面は簡単なのか難しいのかよくわからない雑さで突如現れる敵はまず1度は攻撃されてしまう間合いなのは辛いだけで先が見えない、キャラチェンジンの魅力は今一つ、ドラッグの副作用は面白いがいきなりHPが増えすぎる、ビジュアル面は相当いいとした者と建物内部は省略され街もゴーストタウンのようなワンパターンさとする者で分かれ、全体的に薄くメーカー永遠の課題なのか普通さも目立ち、まとまりが悪くプレイする気になれず魅力を感じるように作って欲しい手抜きゲームだとした。defunctgames.com.のジョン・ハクスリーからは寛大なレビューが行われた。彼は「エグザイルはアクションとロールプレイングをうまく融合させた堅実なゲーム」としたがイースI・IIほど冒険的ではないと言った。またボイスオーバーは「素晴らしい」と述べ、カットシーンのグラフィックスを「やや薄い」とした。